# Sibopathinae
Sibopathinae is een onderfamilie van neteldieren uit de klasse van de Anthozoa (bloemdieren).

## Geslacht
- Sibopathes van Pesch, 1914